# Agnes De Mille
Agnes George De Mille (18 de septiembre de 1905-7 de octubre de 1993) fue una bailarina y coreógrafa estadounidense.

## Biografía

### Primeros años
De Mille nació en Harlem dentro de una familia relacionada con profesionales del teatro. Su padre William C. DeMille y su tío Cecil B. DeMille fueron directores en Hollywood. También fue nieta del economista Henry George. Inicialmente quería ser actriz, pero se le dijo que no era 'suficientemente agraciada', por lo que se dedicó a la danza.
Desde niña se inició en la danza aunque en aquel tiempo se consideraba más una afición que una opción profesional viable. Su inicio en el aprendizaje se produjo al unirse a las clases que se le prescribieron a su hermana menor para corregir sus pies planos.
A Agnes De Mille, no obstante, le faltaba flexibilidad y técnica y no poseía un cuerpo de bailarina, lo que limitaba aún más sus posibilidades.
Con estas condiciones, tuvo que aprender por sí misma viendo actuar las actrices de cine en los estudios. Hizo su aparición en The Ragamuffin en 1916, que fue su primer trabajo. Gracias a las relaciones de su padre, realizó la coreografía para la película Cleopatra en 1934, a pesar de que su trabajo fue eliminado en el montaje del film.
De Mille se graduó en la UCLA en la que era miembro de la hermandad Kappa Alpha Theta y en 1933 se trasladó a Londres para estudiar en el Ballet de Marie Rambert.

### Carrera
De Mille inició su colaboración con el American Ballet Theatre en 1939, pero su primer trabajo significativo, Rodeo (1942) fue puesto en escena por el Ballet Ruso de Montecarlo. A pesar de que De Mille prosiguió realizando coreografías hasta casi el momento de su muerte-- su último ballet, The Informer, se completó en 1992-- la mayoría de sus últimos trabajos han sido retirados del repertorio de los ballets. Además de Rodeo, otros dos ballets son interpretados con regularidad: Three Virgins and a Devil (1934), adaptación de un cuento de Giovanni Boccaccio, y Fall River Legend (1948), basado en la vida de Lizzie Borden. 
Por el éxito de Rodeo, De Mille fue contratada para la coreografía de Oklahoma! (1943), cuya coreografía, en lugar de funcionar como un interludio o un divertimento, como es muy usual en las piezas de baile de las obras dramáticas o musicales, inicidía en aspectos clave de los problemas emocionales de la heroína de la obra.
De Mille realizó la coreografía de más de una docena de otros musicales, entre los que cabe destacar Bloomer Girl (1944), Carousel (1945), Brigadoon (1947), Los caballeros clas prefieren rubias (1949), Paint Your Wagon (1951), Goldilocks (1957), y 110 in the Shade (1963). 
Los éxitos de De Mille en Broadway se trasladaron al cine en Oklahoma! (1955)y Carousel. Sin embargo, la versión de "Brigadoon" contaría con la coreografía de Gene Kelly. No obstante, sus dos especiales para las series de TV Omnibus, The Art of Ballet (El arte del ballet) y The Art of Choreography (El arte de la coreografía) (ambas emitidas en 1956), fueron reconocidas de inmediato como intentos importantes para atraer la atención del gran público a la danza seria. 
Su afición por la interpretación jugó un importante papel en su coreografía. De Mille revolucionó el teatro musical creando una coreografía que no solo daba respaldo a las dimensiones emocionales de los personajes si no que pasaba por ser parte integral del argumento. 
En 1953, De Mille fundó el Agnes de Mille Dance Theatre, que posteriormente tuvo su continuidad en el Heritage Dance Theatre.

### Vida personal
De Mille se casó con Walter Prude en 1943. De Mille sufrió un infarto en el escenario en 1975, del que se recuperó. Falleció en 1993 de un segundo ataque en su apartamento en Greenwich Village.

## Legado
Entre los muchos galardones se incluyen un “Tony Award”, la “Handel Medallion” por su logros en las artes (1976), y una mención honorífica del Centro Kennedy (1980). 
De Mille fue durante toda su vida amiga de la leyenda de la danza moderna Martha Graham. Autora de muchos libros acerca de la danza, en 1992 publicó Martha: La Vida y la Obra de Martha Graham (ISBN 0-679-74176-3), una biografía de 509 páginas en cuyo manuscrito estuvo trabajando durante más de 30 años.